# Nong Hi (huyện)
Nong Hi (tiếng Thái: หนองฮี) là một huyện (amphoe) của tỉnh Roi Et, Thái Lan.

## Địa lý
Các huyện giáp ranh (từ phía nam theo chiều kim đồng hồ) là: Moei Wadi, Suwannaphum và Phanom Phrai của tỉnh Roi Et, và Sila Lat của tỉnh Sisaket.

## Lịch sử
Tiểu huyện (king amphoe) đã được lập ngày 1 tháng 4 năm 1995, khi ba tambon Nong Hi, Sao Hae và Duk Ueng được tách ra từ Phanom Phrai.
Theo quyết định của chính phủ Thái Lan vào ngày 15 tháng 5 năm 2007, tất cả 81 tiểu huyện đều được nâng lên thành huyện. Với việc đăng công báo ngày 24 tháng 8, việc nâng cấp này thành chính thức.

## Hành chính
Huyện này được chia thành 4 phó huyện (tambon), các đơn vị này lại được chia ra thành 54 làng (muban). Không có khu vực đô thị, có 4 Tổ chức hành chính tambon (TAO).
| STT. | Tên      | Tên Thái | Số làng | Dân số |  |
| ---- | -------- | -------- | ------- | ------ |  |
| 1.   | Nong Hi  | หนองฮี    | 17      | 6.477  |  |
| 2.   | Sao Hae  | สาวแห    | 7       | 3.156  |  |
| 3.   | Duk Ueng | ดูกอึ่ง     | 17      | 8.688  |  |
| 4.   | Den Rat  | เด่นราษฎร์ | 13      | 7.375  |  |